# Comuna Jadova, Storojineț
Jadova (în ucraineană Стара Жадова, transliterat: Stara Jadova) este o comună în raionul Storojineț, regiunea Cernăuți, Ucraina, formată din satele Cosovanca, Dumbrava, Jadova (reședința) și Jadova Nouă.

## Demografie
Componența lingvistică a comunei Jadova
     Ucraineană (99,19%)
     Alte limbi (0,74%)
Conform recensământului din 2001, majoritatea populației comunei Jadova era vorbitoare de ucraineană (99,19%), existând în minoritate și vorbitori de alte limbi.